# Christian Wilhelm Ludwig Abel
Christian Wilhelm Ludwig Abel (Quedlinburg, 20 de octubre de 1826-2 de mayo de 1892) fue un médico militar alemán.

## Vida
Estudió entre 1844 y 1848 en el Instituto Médico-Quirúrgico Friedrich Wilhelm de la Universidad Friedrich Wilhelm de Berlín. Trabajó como médico asistente primero en Halberstadt y luego en Quedlinburg. Luego regresó a Berlín como médico en jefe del Instituto Friedrich Wilhelm. Al mismo tiempo, fue asistente de Heinrich Gottfried Grimm y como médico personal de Friedrich Wilhelm IV, se hizo cercano al rey. En 1856 se convirtió en médico de plantilla en la Invalidenhaus Berlin y profesor en el gimnasio militar de Berlín. En 1860 se convirtió en médico superior en Frankfurt (Oder).
Abel participó como médico militar en las tres guerras de unificación: en la guerra germano-danesa de 1864 fue médico jefe de un hospital de campaña ligero, en la guerra alemana de 1866 fue director de un hospital de campaña y en la guerra franco-prusiana en 1870/71 fue cirujano general de campaña de un cuerpo de ejército. Después de la fundación del Imperio Alemán en 1874, inicialmente se convirtió en médico general del XV Cuerpo de Ejército en Estrasburgo. Luego fue cirujano general del segundo Cuerpo de Ejército en Stettin.
En 1860 fundó, junto con Gottfried Friedrich Franz Loeffler, el periódico médico militar prusiano, que sólo duró tres años.